# Claude Massé
Claude Massé, né à Céret (Pyrénées-Orientales) le 21 mars 1934 et mort le 3 janvier 2017 à Perpignan (Pyrénées-Orientales), est un artiste plasticien, auteur français et promoteur de l'art et de l'art brut.

## Biographie
Claude Massé est le fils du romancier Ludovic Massé. Son travail plastique se distingue notamment par son utilisation du liège, personnages nommés "Patots" et par ses collages qui associent le dessin au stylo-bille et des matières imprimées, la plupart du temps issues de la récupération de papiers (étiquettes de spiritueux, prospectus artistiques, lettres manuscrites etc.).  Autodidacte, il travaille dans les années 50 tour à tour à Paris dans une agence de presse, puis plus tard à la bibliothèque municipale de Perpignan, devient documentaliste à l’École des Beaux-arts puis au Musée Rigaud de Perpignan. 
Passionné d'art, il rencontre chez Ludovic Massé des dizaines de peintres, sculpteurs et écrivains qui fréquentent son père. Il se passionne pour l'Art-Brut et rencontre Nataska, le déclic viendra de là. Il est nommé directeur du Musée d'Art Moderne de Céret (1966-69) Organisera entre autres, une des premières expositions regroupant des membres de Support/Surfaces et d'autres artistes du sud de la France sous le nom d'Impact, un hommage à René Char, les oeuvres graphiques de Marc Chagall, Pablo Picasso, André Masson, un hommage à Gaudi dont Dali réalisera l'affiche inédite. Il se passionne à côté pour l'Art marginal et regroupe des artistes d'Art brut qu'il nomme "Art Autre". Jean Dubuffet lui proposera de constituer des choix pour les présenter à la Fondation de l'Art-Brut à Lausanne. Il constitue dès 1959 une collection d'art brut de créatrices et créateurs originaires ou résidant dans les Pyrénées-Orientales (une soixantaine environ de créateurs), dont une grande partie, rassemblée en quarante ans, fera l'objet d'une donation en 1999 au Musée de la Création Franche à Bègles (Nouvelle Aquitaine).  
Son travail plastique est présentée dans de nombreuses expositions et collections publiques et privées en France et à l'étranger.   
Claude Massé meurt le 3 janvier 2017 à Perpignan,. Il est inhumé au cimetière de Céret.
Une partie des documents sur l’œuvre de Claude Massé est déposée aux Archives Municipales de la Ville de Perpignan.    
Une partie du Fonds/Claude Massé constitué d'ouvrages inédits, originaux, exemplaire de tête, tirage limité, diverses collaborations est déposé à la Bibliothèque municipale de Brouilla en juin 2020. Un autre plus important fonds d’œuvres (sculptures/collages/livres) est conservé à La Pinacothèque de Bordeaux (2021) dirigée par Christophe Massé.

## Publications
- Claude Massé (ill. Pierre Sentenac), Bribes de souvenir : entretiens avec Michelle Serre, Toulouse, le Bien vivre, 1996, 67 p. (BNF 35815045)
- Claude Delmas, Toromania, avec des collages de Claude Massé, Éditions Trabucaire, 2008
- Pierre Manuel, Claude Massé et Claire Viallat-Patonnier, François et Jean Pous, Saint-Étienne, Ceysson, 2008, 60 p. (ISBN 978-2-916373-14-0, BNF 41305380)
- Henri Lhéritier (ill. Claude Massé), Figures et territoires, Canet-en-Roussillon, Éditions Trabucaire, coll. « Art cartró », 2013 (ISBN 978-2-84974-184-9)
- Claude Massé, Claude Massé, l'homme liège : conversations avec Serge Bonnery, Canet-en-Roussillon, Éditions Trabucaire, 2016, 168 p. (ISBN 978-2-84974-236-5, BNF 45058884)
- Christophe Massé, Claude Massé En liberté (conditionnelle), Les Cent Regards, 2010.  (ISBN 978-2-9536994-3-2)